# Пам'ятник Євгену Гребінці

Пам'ятник Є. П. Гребінці в Гребінці

Пам'ятник Євгену Гребінці в Гребінці — пам'ятник-погруддя видатному українському письменнику Євгену Петровичу Гребінці в райцентрі Полтавської області місті Гребінці.

## Загальні дані
Пам'ятник Євгену Гребінці встановлено в місті, названому на його честь і розташованому неподалік від місця народження й вічного спочинку письменника (с. Мар'янівка Гребінківського району). Територіально пам'ятник міститься у міському парку біля районного будинку культури на вулиці Жовтневій.
Пам'ятник-погруддя встановлено 1987 року на честь 175-річчя від дня народження Євгена Гребінки.
Автори пам'ятника — скульптор Ю. М. Гирич та архітектор О. Ф. Охріменко.

## Опис
Пам'ятник виконано в академічній манері.
Являє собою бронзове погруддя (1,34 х 1,2 м) на гранітному постаменті (3,2 х 0,8 х 0,75 м).

## Джерело
- Гребінці Є. П. Пам'ятники // Полтавщина:Енциклопедичний довідник (За ред. А. В. Кудрицького., К.: УЕ, 1992, стор. 210